# Alfred Jacob Miller

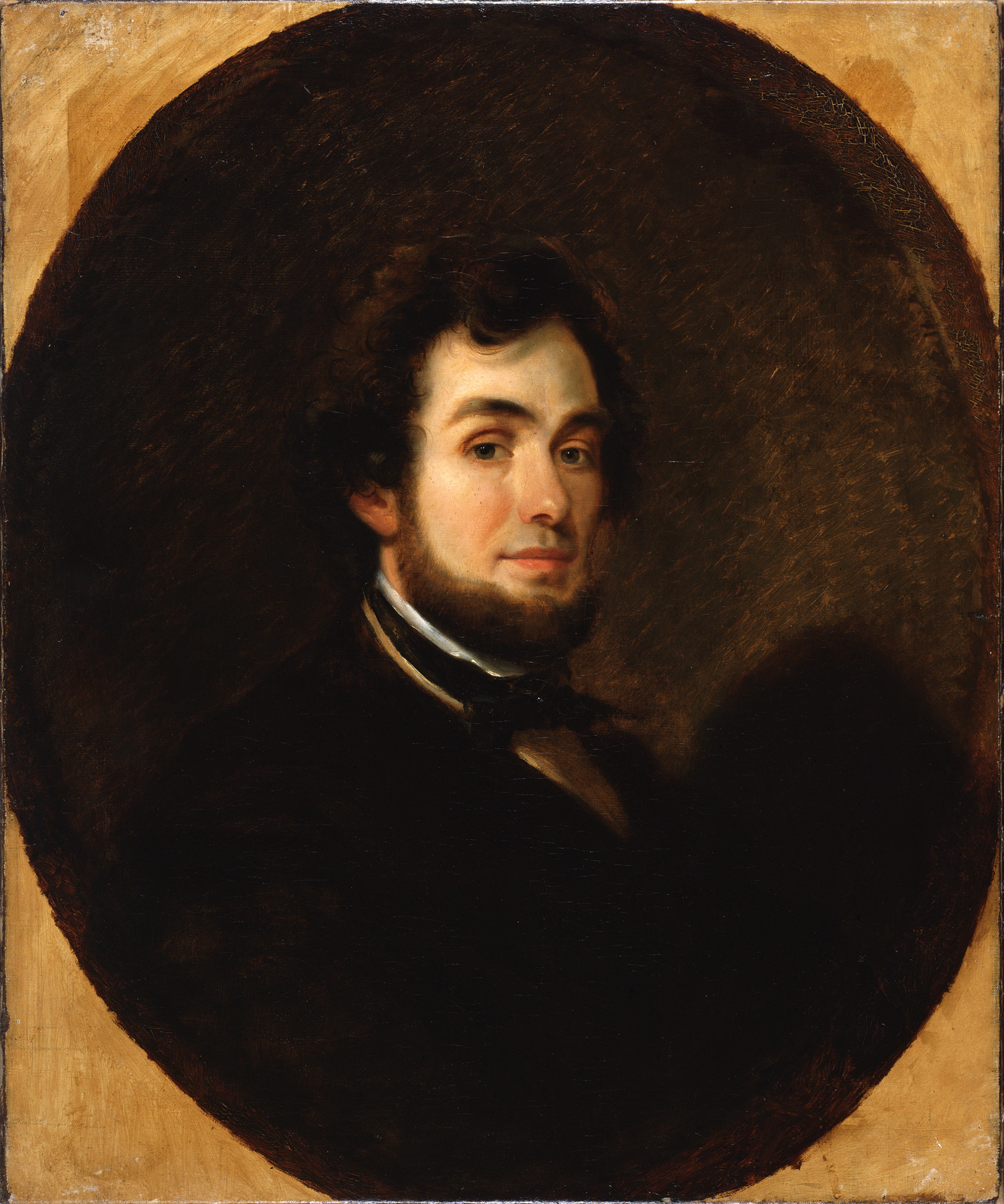
Alfred Jacob Miller, Selbstporträt, um 1850

Alfred Jacob Miller (* 2. Januar 1810 in Baltimore, Maryland, USA; † 26. Juni 1874 ebd.) war ein US-amerikanischer Maler, der vor allem für seine Gemälde von Trappern und Angehörigen der First Nations im Westen der Vereinigten Staaten bekannt ist. Mitte des 19. Jahrhunderts malte er auch zahlreiche Porträts und Genrebilder in und um Baltimore.

## Biografie
Miller wurde in Baltimore, Maryland, als ältestes der neun Kinder von George Washington und Harriet Jacob Miller geboren. Millers Vater war Kaufmann und Betreiber einer Gaststätte im Zentrum von Baltimore; er besaß auch eine Farm in Hawkins Point. Miller besuchte eine Privatschule in Baltimore, die John D. Craig’s Academy, erhielt dort jedoch keinen Kunstunterricht. Möglicherweise erhielt er seine ersten Kunststunden von Thomas Sully. 1832 reiste Miller mit der finanziellen Unterstützung seiner Familie und von Kunstförderern aus Baltimore nach Paris in Frankreich, um Kunst zu studieren. Er wurde als Gasthörer an der École des Beaux-Arts zugelassen und kopierte Gemälde in den Sammlungen des Louvre. 1833 reiste er nach Italien, besuchte Bologna, Florenz und Venedig, bevor er sich in Rom niederließ, wo er an der English Life School studierte. Auf seinen Reisen durch Europa freundete er sich mit dem dänischen Bildhauer Bertel Thorwaldsen an und studierte bei dem französischen Maler Horace Vernet.

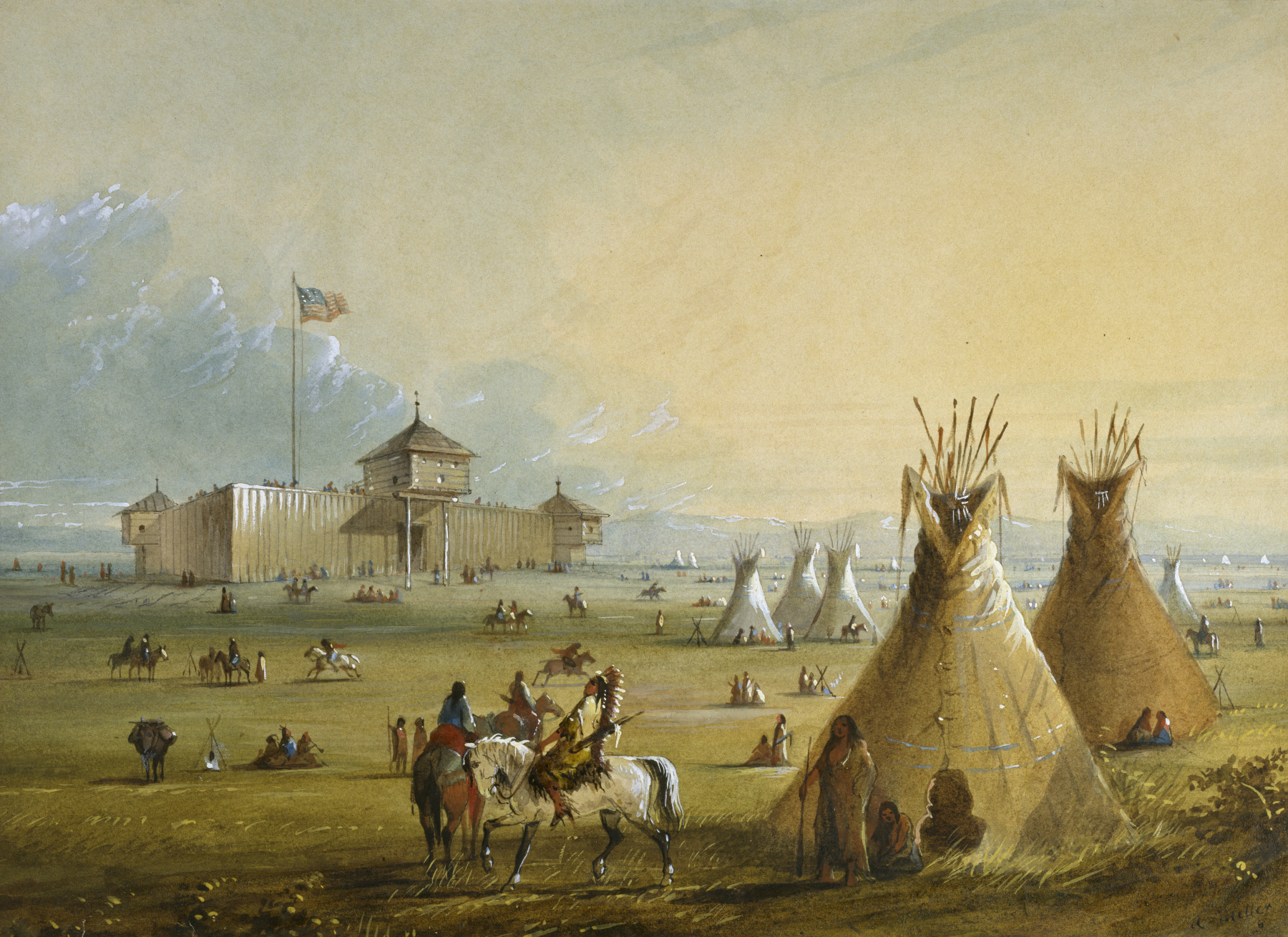
Fort Laramie: Gemälde von Alfred Jacob Miller, um 1860

Er kehrte 1834 nach Baltimore zurück, wo er ein Atelier in der Innenstadt eröffnete und sich als Maler von Porträts und Kopien alter Meister anbot. Berufliche und finanzielle Schwierigkeiten dürften ihn veranlasst haben, 1837 nach New Orleans zu ziehen. Die Stadt war ein relativ offener Markt für Künstler; Miller eröffnete ein Studio in der Chartes Street und erhielt bald Aufträge für Porträts. In seinem Atelier lernte er den schottischen Aristokraten und Abenteurer Captain William Drummond Stewart kennen.
Stewart heuerte Miller an, ihn zu begleiten und seine Jagdreise in die Rocky Mountains in Bildern festzuhalten. Im selben Jahr zogen sie zusammen mit Vertretern der American Fur Company zum Rendezvous der Pelzhändler in Daniel (Wyoming) am Green River.
Nachdem er später in diesem Jahr nach New Orleans zurückgekehrt war, begann Miller, seine Skizzen in Aquarellen und Ölfarben umzusetzen. Die Szenen und Vorfälle der Jagdreise bildeten die Grundlage für eine Reihe von Gemälden, die die Lebensweise der First Nations in romantisierender Weise dokumentieren. Im Juli 1838 konnte Miller eine Ausstellung in New Orleans arrangieren. Im Oktober 1840 reiste er mit seinen Gemälden zu Stewarts Murthly Castle in Schottland, wo eine Sammlung seiner Arbeiten ihren Platz fand.
Nach einem Jahr in Schottland und einem weiteren in London kehrte Miller im April 1842 nach Baltimore zurück. Er etablierte sich als anerkannter Porträtmaler in der Stadt. Alfred Jacob Miller starb am 26. Juni 1874.